# Parque Lisboa
Parque Lisboa – stacja metra w Madrycie, na linii 12. Znajduje się w Alcorcón i zlokalizowana jest pomiędzy stacjami Puerta del Sur i Alcorcón Central. Została otwarta 11 kwietnia 2003 roku.